# Trichosphaeropsis crescentiae
Trichosphaeropsis crescentiae — вид грибів, що належить до монотипового роду Trichosphaeropsis.